# Hôtel Bretons-d'Amblans
L'hôtel Bretons-d'Amblans est un hôtel particulier situé sur la commune de Luxeuil-les-Bains, dans le département de la Haute-Saône, en France.

## Description
Le bâtiment est actuellement en ruine et menace de s’écrouler. Il est dangereux pour les personnes qui voudraient s'en approcher, ce qui a amené la ville de Luxeuil à en interdire l'accès. Ce bâtiment est malgré tout parfois utilisé, comme en témoignent les graphes sur les murs et les ordures laissées sur place.

## Historique
L'édifice est inscrit partiellement au titre des monuments historiques par arrêté du 19 novembre 1976.